# Rhodippus
Rhodippus (Oostkust van Sicilië, 3e eeuw - Lentini, 312) was de tweede bisschop van Lentini op Sicilië, in de Romeinse provincie Italia, zoals verhaald werd in de legende van de drie broers en martelaars Alphius, Philadelphus en Cyrinus. De legende is voor de eerste keer opgetekend door de Grieks-orthodoxe monniken der basilianen.
Zijn naam in het Italiaans is Rodippo.

## Legende
Rhodippus leefde in de tweede helft van de 3e eeuw en begin 4e eeuw aan de oostkust van Sicilië. 
Na de marteldood in Lentini van Alphius, Philadelphus en Cyrinus hadden Rhodippus en zijn neef Neophytus een droom. De apostel Andreas verscheen aan hen beiden. Andreas wijdde Neophytus tot bisschop en Rhodippus tot diaken. Rhodippus ging in dienst als diaken bij zijn neef, die volgens de traditie de eerste bisschop van Lentini werd. Na Neophytus’ dood werd Rhodippus de tweede bisschop van Lentini.  Volgens de legende was hij zeventien jaren bisschop tot het jaar van zijn overlijden 317.
Rhodippus wordt als heilige vereerd zowel in de Orthodoxe Kerk, die de belangrijkste godsdienst op Sicilië was in het begin van de middeleeuwen tot de inval der Arabieren. Nadien hernam de verering in de Rooms-Katholieke Kerk op Sicilië.